# Martin Samter
Martin Samter (ur. 11 kwietnia 1884 w Poznaniu, zm. 21 grudnia 1940 w Berlinie) – niemiecki architekt związany z Poznaniem.

## Życiorys
Pochodził z poznańskiej gminy żydowskiej. Ukończył prawdopodobnie Politechnikę w Charlottenburgu. W Poznaniu pojawił się ponownie około 1906. W 1910 założył firmę Bureau für Architektur und Bauausführungen. W 1913 przebywał okresowo w Łodzi, ale nie wiadomo czy zaprojektował tam jakieś realizacje. Był właścicielem dwóch okazałych poznańskich kamienic – przy ul. Solnej (dawny Plac Działowy) i przy ul. Gąsiorowskich. 
Początkowo praktykował u Hansa Uhla, a samodzielny stał się około 1910. Do najważniejszych znanych osiągnięć Samtera należą:
- przed 1910 – dom własny przy Placu Działowym 11 (być może projektantem był jednak Hans Uhl),
- przed 1910 – dom własny przy ul. Gąsiorowskich 25 (dawniej Allee),
- 1910 – Hotel Reichshof (wnętrza),
- 1910 – dom przy ul. Kantaka d. 10 (wcześniej Bismarcka),
- ok. 1911 – willa adwokata Adolfa Landsberga przy Ringu (Aleja Niepodległości), współpraca przy detalu,
- 1912 – willa Martina Jacoby'ego przy ul. Chopina 2 (dawniej Kirchbacha).

Architekt tworzył w formach przede wszystkim klasycyzujących. Prawdopodobnie duża część jego realizacji nie została na razie rozpoznana. Po I wojnie światowej mieszkał i tworzył w Berlinie. Przed planowanym przewiezieniem do Auschwitz-Birkenau (z powodu pochodzenia żydowskiego) popełnił samobójstwo wraz z trzynastoletnią córką